# Corral Falso (Veraguas)
Corral Falso es un corregimiento del distrito de San Francisco en la provincia de Veraguas, República de Panamá. La localidad tiene 469 habitantes (2010).